# Prunus fremontii
Prunus fremontii es una especie de arbusto perteneciente a la familia de las rosáceas.

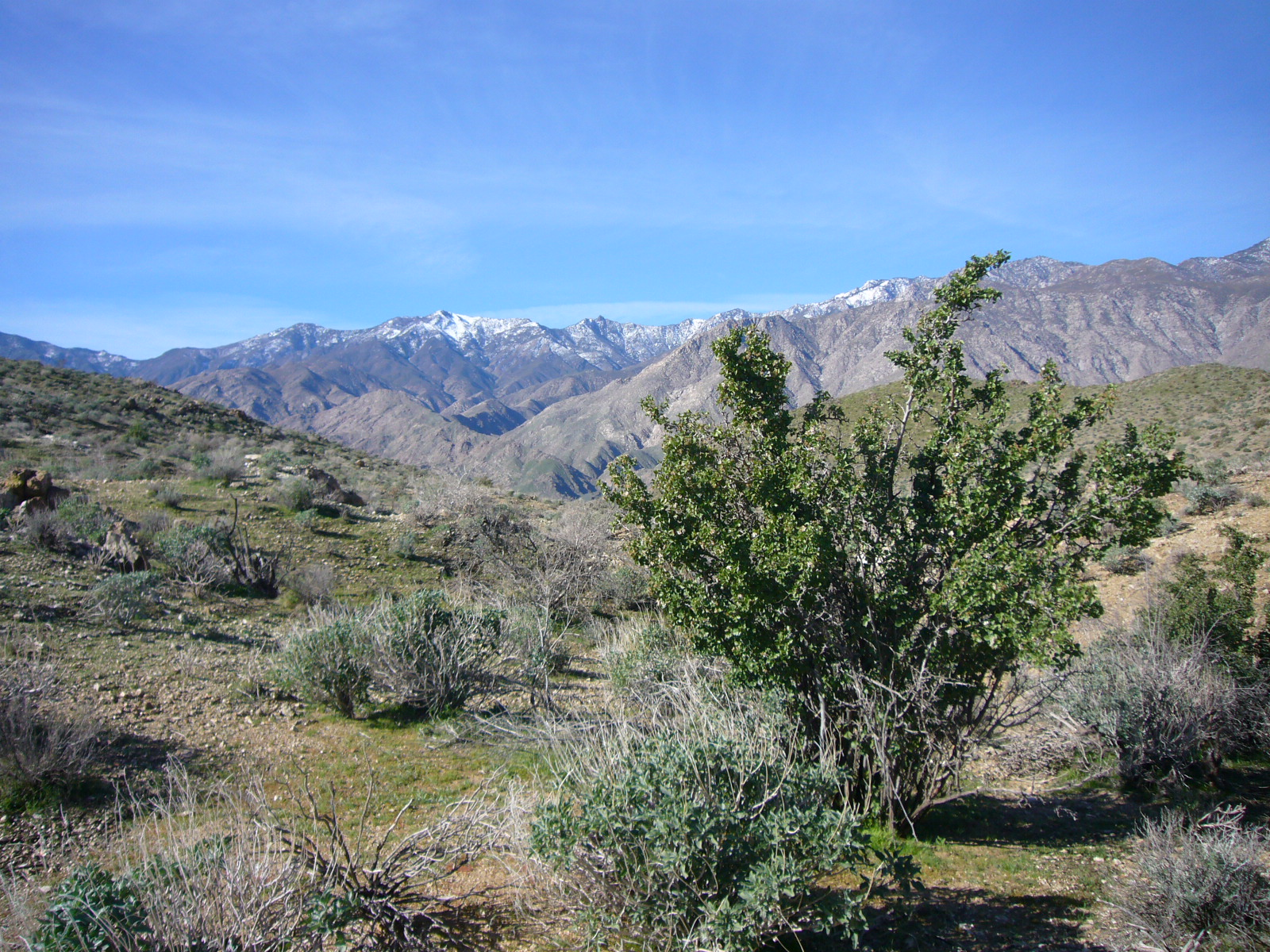
Vista de la planta.

## Descripción
Es un arbusto o pequeño árbol que alcanza un tamaño de  cinco metros de altura y que se le conoce en su lugar de origen como  desert apricot. Se encuentra en el sudoeste de Norteamérica, en Baja California y en el área del sur de California. También se encuentra en el norte de Baja California Sur.

## Usos
Las frutas son un alimento importante para los grupos de nativos americanos, tales como los Cahuilla.

## Taxonomía
Prunus fremontii fue descrita por Sereno Watson y publicado en Geological Survey of California, Botany 2: 442–443, en el año 1880.
Etimología
Ver: Prunus: Etimología
Sinonimia
- Emplectocladus fremontii (S. Watson) Dayton
- Amygdalus fremontii (S. Watson) Abrams[4]